# Sekai Project
Sekai Project ist ein US-amerikanischer Videospielpublisher, der überwiegend dafür bekannt ist, japanische Visual Novels zu lizenzieren und ins Englische zu übersetzen.

## Geschichte
Sekai Project begann 2007 als Fanübersetzergruppe, die die Visual Novel School Days übersetzte. Später schlossen sie sich mit JAST USA zusammen, um eine offizielle englische Version zu veröffentlichen. Im August 2014 kündigte Sekai Project an, dass sie Clannad offiziell ins Englische übersetzen und auf Steam veröffentlichen werden. Im November 2014 kündigte Sekai Project Raiders Sphere 4th an, ihre erste Veröffentlichung, die keine Visual Novel ist. Im Dezember 2014 erklärte Sekai Project, dass sie die Rechte erhalten haben, das Freewareprogramm MikuMikuDance auf Steam zu veröffentlichen.

## Werk

### Veröffentlichte Spiele
| Titel                                       | Entwickler          | Veröffentlichung |
| ------------------------------------------- | ------------------- | ---------------- |
| Rising Angels: Reborn                       | IDHAS Studios       | 31. Okt. 2013    |
| World End Economica episode.01              | Spicy Tails         | 5. Mai 2014      |
| Sunrider: Mask of Arcadius                  | Love in Space       | 2. Juli 2014     |
| Sakura Spirit                               | Winged Cloud        | 9. Juli 2014     |
| Planetarian: The Reverie of a Little Planet | Key                 | 12. Sep. 2014    |
| Pyrite Heart                                | Winged Cloud        | 26. Sep. 2014    |
| Fault Milestone One                         | Alice in Dissonance | 15. Dez. 2014    |
| Nekopara Vol. 1                             | Neko Works          | 29. Dez. 2014    |
| Sakura Angels                               | Winged Cloud        | 16. Jan. 2015    |
| Raiders Sphere 4th                          | Rectangle           | 23. März 2015    |
| The Way We All Go                           | ebi-hime            | 24. März 2015    |
| Sunrider Academy                            | Love in Space       | 15. Apr. 2015    |
| Narcissu 1st & 2nd                          | stage-nana          | 24. Apr. 2015    |
| Rabi Ribi                                   | CreSpirit, GemaYue  | 28. Jan. 2016    |